# Negroamaro
Negroamaro är en vindruva av arten Vitis Vinifera. Den är den vanligaste druvan i den italienska regionen Apulien. Viner gjorda på denna druva är för det mesta mycket mörka och tanninpräglade – Negroamaro betyder svart och bitter. De har en kraftig, ibland också kärvt rustik smak.